# Mozonte
Mozonte est une municipalité nicaraguayenne du département de Nueva Segovia au Nicaragua.